# Street Racer
Street Racer é um jogo de corrida publicado pela Ubisoft para diversos sistemas. Foi lançado para o Super Nintendo Entertainment System em 1994, Mega Drive / Genesis em 1995, PlayStation e Game Boy, em 1996 e PC e Amiga, em 1997. Inspirado por Mario Kart, o jogo temático combinando com a comédia corrida. O Game foi um sucesso no SNES e Mega Drive e recebeu críticas mistas entre plataformas.

## Jogabilidade
Street Racer é um jogo de corridas que combina com a violência. Personagens podem atacar os adversários com seus punhos e devem evitar os explosivos ao redor da pista.Os personagens do jogo (incluindo Surf Sister e Frank Instein), possuem poderes como a banshee gritando, Batmobile, tapete mágico e tri-plano.
O jogo apresenta a capacidade de correrem vários campeonatos com o início do Campeonato do Bronze e avançar para as competições cada vez mais difíceis. Uma alternativa um-em-um modo também está disponível. O jogo atribui pontos para posições de corrida final, com pontos de bônus dado a tais distinções como volta mais rápida. O competidor com o maior número de pontos após todas as pistas ganha o campeonato. O jogo inclui um "Rumble" modo em que os jogadores tentam forçar os oponentes em uma arena. O Modo Soccer, é livre para todo o jogo de futebol com um gol e no qual os jogadores façam ao colidir com o adversário.

## Recepção
Street Racer foi um "jogo de SNES" e "de grande sucesso" no Mega Drive. O game foi simples, mas muito divertido e ganhou muitos elogios na época pela sua variedade.